# 알렉산드르 프로하노프

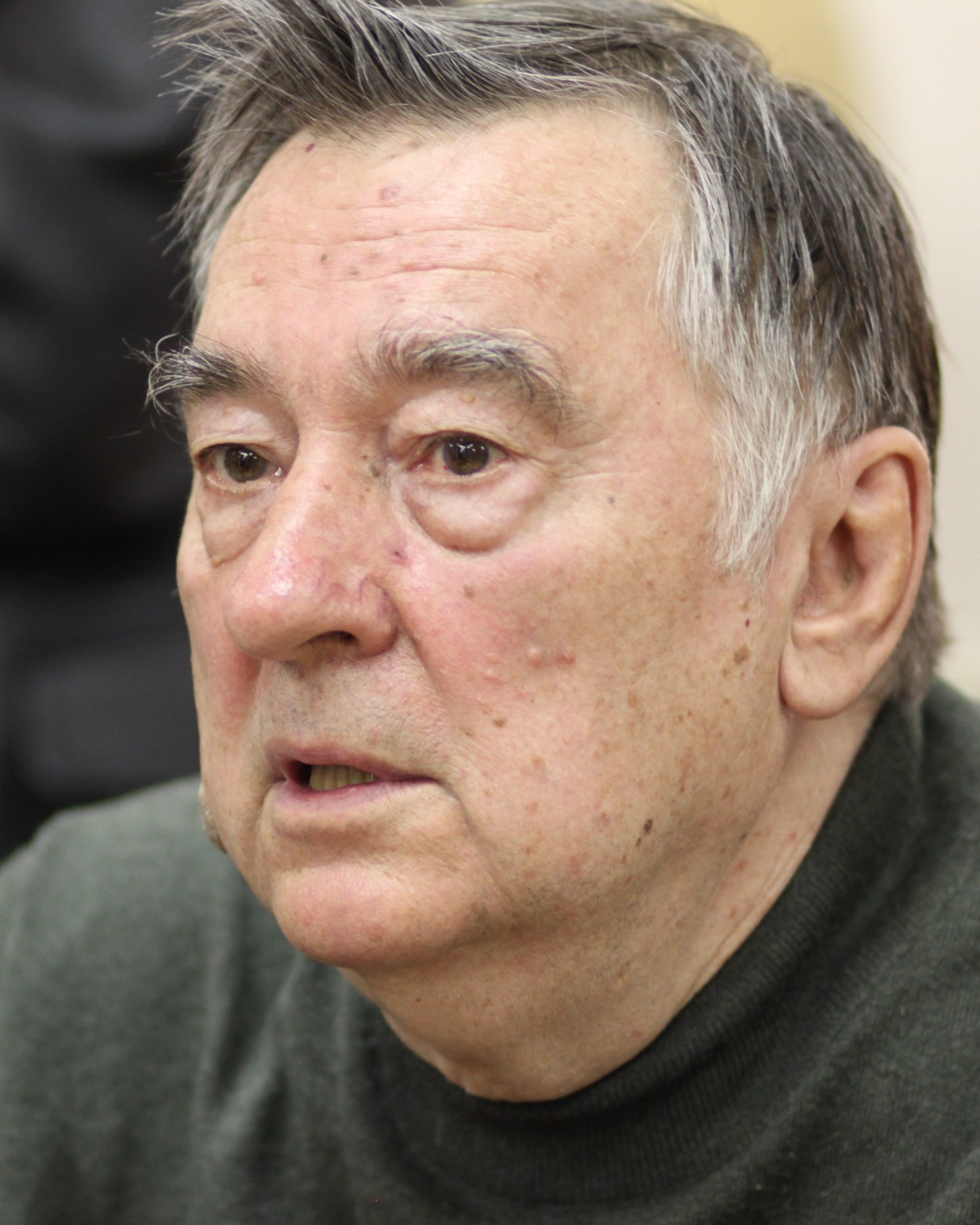

알렉산드르 안드레예비치 프로하노프(러시아어: Александр Андреевич Проханов, 1938년 2월 26일 - , 트빌리시)는 러시아의 작가이다.
잡지 《소베츠카야 문학》(Советская литература, 1989년-1990년), 신문 《덴》 (День, 1990년 - 1993년), 《잡트라》 (Завтра, 1993년)으로 유명하다